# بالاتونسابادی
بالاتون‌سابادی (به مجاری: Balatonszabadi) یک شهرداری در مجارستان است که در ناحیه شیوفوک واقع شده‌است. بالاتون‌سابادی ۴۱٫۳۴ کیلومتر مربع مساحت و ۲٬۹۰۸ نفر جمعیت دارد.